# نادي أوبسالا لكرة السلة
نادي أوبسالا لكرة السلة (بالسويدية: Uppsala Basket) هو فريق كرة سلة سويدي تأسس في سنة 1960 يقع مقره في أوبسالا. ينافس في الدوري السويدي لكرة السلة.

## الإنجازات
الدوري السويدي لكرة السلة
- الوصافة (1): 2014–15